# Rita Waschbüsch
Rita Waschbüsch (* 22. Mai 1940 in Landsweiler) ist eine deutsche Politikerin der CDU.

## Werdegang
Rita Waschbüsch wurde 1970 erstmals in den Landtag des Saarlands gewählt, dem sie bis 1994 angehörte. Sie war von 1974 bis 1977 Sozialministerin in der Saarländischen Landesregierung (Kabinett Röder V), von 1978 bis 1994 Vizepräsidentin des Landtags.
Am 18. November 1988 wurde Waschbüsch als erste Frau zur Vorsitzenden des Zentralkomitees der deutschen Katholiken gewählt, ein Amt, das sie bis 1997 innehatte; bis heute ist sie gewähltes Mitglied des Komitees. Von 1996 bis 2004 gehörte sie dem Fernsehrat des Zweiten Deutschen Fernsehens an. Sie ist Gründungsmitglied und war von 1999 bis 2019 Bundesvorsitzende von donum vitae, einer Organisation von Mitgliedern vornehmlich der katholischen Kirche, die in der Schwangerschaftskonfliktberatung tätig ist. Seit 2019 ist sie Ehrenvorsitzende. Seit 2017 ist sie Stiftungsbotschafterin der Stiftung pro missio.

## Ehrungen
1975 erhielt Rita Waschbüsch das Bundesverdienstkreuz 1. Klasse.
Am 24. Januar 1995 wurde sie mit dem Saarländischen Verdienstorden ausgezeichnet.
Am 4. Mai 2004 erhielt sie das Große Verdienstkreuz des Verdienstordens der Bundesrepublik Deutschland.

## Zitate
„Wir säßen ja noch auf den Bäumen, wenn nicht die christlichen Klöster Schulen gegründet hätten.“